# Dom Wycieczkowy PTTK „Na Zarabiu” w Myślenicach
Dom Wycieczkowy PTTK „Na Zarabiu” w Myślenicach – obiekt noclegowy (określany czasami jako schronisko turystyczne) położony w Myślenicach na terenie dzielnicy Zarabie, w Beskidzie Wyspowym.
Obiekt powstał na początku XX wieku i był wówczas własnością Lubomirskich. Do II wojny światowej znajdowała się tutaj restauracja, prowadzona najpierw przez restauratora nazwiskiem Karp, a następnie przez Mariana Ponurskiego. Na znajdujących się obok budynku kortach tenisowych oraz placu do tańca odbywały się liczne festyny i zabawy ludowe; było to również popularne miejsce majówek dla mieszkańców Krakowa.

Po zakończeniu wojny, do 1948 roku w budynku mieściły się m.in.: sierociniec, spółdzielnia wielobranżowa, internat dla uczniów tutejszego technikum oraz siedziba Zrzeszenia Samopomoc Chłopska. W marcu 1948 roku myślenicki Oddział Polskiego Towarzystwa Krajoznawczego zwrócił się do władz miasta o wynajęcie obiektu na schronisko. Wniosek został rozpatrzony pozytywnie i w lipcu 1948 roku zostało ono otwarte. Z Wydziału Komunikacji i Turystyki krakowskiego Urzędu Wojewódzkiego uzyskano dotację w wysokości 200.000,00 złotych na przeprowadzenie remontów i poprawę warunków noclegowych.

12 czerwca 1958 roku Oddział Myślenicki PTTK podpisał umowę dzierżawy obiektu na okres 99 lat. W latach 1965–1970 obiekt był dwukrotnie remontowany. Na początku lat 80. XX wieku posiadał 35 całorocznych oraz 20 sezonowych miejsc noclegowych.

## Dane teleadresowe
ul. Zdrojowa 1, 32-400 Myślenice

## Piesze szlaki turystyczne
- Mały Szlak Beskidzki: Zembrzyce – Chełm – Zachełmna – Palcza – Bieńkowska Góra – Babica – Trzebuńska Góra – Sularzowa – Myślenice – Śliwnik – Działek – Schronisko PTTK na Kudłaczach – Łysina – Lubomir
- Myślenice – Chełm – Działek – Poręba – Kamiennik Północny – Kamiennik Południowy – Schronisko PTTK na Kudłaczach